# Курт Велте
Курт Велте (на немски: Kurt Wehlte) е германски професор по живопис и стенопис в Берлин, водещ технолог на изкуството, издател на списанието Малтехник, научен ръководител на Георги Богданов.

## Биография
Велте е роден на 11 май 1897 г. в Дрезден. Първоначално започва да следва архитектура, но после се мести в Академията за изобразителни изкуства в Мюнхен, където учи при Макс Донер. Завръща се в Дрезден, където се жени.